# نقطة مطوقة
النقطة المطوّقة هي عبارة عن نقطة محاطة بدائرة ☉ وهي رمز قديم يحمل العديد من الدلالات مثل:
رموز تاريخية
- استخدمت النقطة المطوّقة رمزاً للشمس، وذلك من قبل المصريين القدماء في الهيروغليفية المصرية
- استخدمت النقطة المطوقة من الخيميائيين لترميز الذهب.

في الفلسفة
تستخدم النقطة المطوقة رمزاً في الفلسفة الواحدية
في العلوم
- تستخدم في الفيزياء في التمثيل ثنائي البعد للإشارة إلى اتجاه القوة إلى الأعلى

في اللسانيات واللغويات
تستخدم في الألفبائية الصوتية الدولية للإشارة إلى النقرات الشفوية Bilabial clicks.
في المجتمعات
تستخدم النقطة المطوقة في تعويذات النظر لرد عين الحسد حسب معتقدات بعض الشعوب.

## اقرا أيضاً
- رموز